# Saint-Sulpice-de-Grimbouville
Saint-Sulpice-de-Grimbouville là một xã của tỉnh Eure, thuộc vùng Normandie, miền bắc nước Pháp.
Until 1991, the name of the commune was spelled Saint-Sulpice-de-Graimbouville.